# Gustav Weber (Komponist)
Karl Gustav Weber (auch Carl Gustav; * 30. Oktober 1845 in Münchenbuchsee; † 12. Juni 1887 in Zürich) war ein Schweizer Komponist.

## Leben und Arbeit
Als Sohn von Johann Rudolf Weber erhielt er von ihm schon frühzeitig Musikunterricht und wuchs im Geiste der Wetziker Schule auf. 16 Jahre später kam sein Bruder Oskar zur Welt, der später als Architekt Karriere machte. Das Talent Gustavs verhalf ihm dazu, dass er schon 1860 als Musiklehrer an der 1843 von Hirzel gegründeten Blindenschule in Lausanne arbeiten konnte. Zugleich nahm er hier Violinstunden bei Gustave-Adolphe Koëlla (1822–1905) und bei Charles Blanchet (1833–1900) Klavierunterricht. Im Herbst 1861 bezog er das Konservatorium Leipzig, wo er mit Karl Munzinger in Kontakt kam.
Daran anschliessend ging Weber 1865 für ein halbes Jahr nach Mannheim, um bei Vincenz Lachner Kontrapunkt zu studieren. Ab Sommer 1865 dozierte er als Privatklavierlehrer in Zürich und übernahm im Herbst desselben Jahres vertretungsweise für den erkrankten Eusebius Kaeslin (1835–1889) die Leitung des Caecilienvereins Aarau, wo er über den Winter mit Abonnementskonzerten, Kammermusikabenden und dem Requiem von Mozart ausgelastet war. Im Mai 1866 leitete er einige Zeit den Männerchor Zürich, vom November 1867 bis Herbst 1869 war er Organist an der Reformierten Kirche in Meilen. Er behielt seinen Wohnsitz in Zürich und wirkte dort weiterhin als Klavierlehrer.
Im September 1869 ging er für ein Jahr nach Berlin, um bei Karl Tausig sein Klavierspiel zu verbessern. Mit ihm lernte auch der aus Ungarn stammende Robert Freund. Im Mai 1871 ging Weber ins 1000-Seelen-Dorf Wesserling im Elsass, in der die Textilindustrie blühte. Er setzte als Privatmusiklehrer in den dortigen Fabrikantenfamilien, Organist beim protestantischen Gottesdienst, Unterricht an der Musikschule in Thann und in Bitschwiler die Arbeit seines Freunds Karl Munzinger fort. Nach ihm bekam der aus Solothurn stammende Hans Huber (1852–1921) diese Stellung, der dort bis 1877 blieb.
Nach dem Weggang von Theodor Kirchner aus Zürich im Herbst 1872, der dort an der Orgel zu St. Peter amtete, trat Weber dessen Nachfolge an. Zu diesem Zeitpunkt übernahm er auch die Leitung des Gemischten Chores des Waisenhauses und heiratete 1874 Johanna Karolina Gujer. Nach der Fertigstellung der damals neuerbauten Orgel des Zürcher Grossmünsters 1876 trat er als Organist diese Stelle an. Ferner hatte er die folgenden Funktionen und Aufgaben inne:
- 1877–1886: Leitung der Harmonie Zürich
- 1883–1887: Leitung des Sängervereins am Zürichsee
- 1877–1883: Erteilen von Gesangsunterricht am städtischen Realgymnasium und am Gymnasium der Kantonsschule
- ab 1876: Unterrichten an der Musikschule (Orgel, Musiktheorie, Musikgeschichte)
- 1876–1883: Redaktion des von seinem Vater gegründeten Schweizerischen Sängerblattes (seit 1879: Schweizerische Musikzeitung)
- Konzertberichterstattung in der Neuen Zürcher Zeitung

Am Zustandekommen der Deutschen Tonkünstlerversammlung in Zürich 1882, die vom Allgemeinen deutschen Musikverein organisiert wurde, hatte er einen wichtigen Anteil. Ihm galt es als eine besondere Aufgabe und als eine Herzensangelegenheit, für die Schweiz eine derartige Institution zu schaffen, doch konnte er die Gründung des Tonkünstlervereins wegen seines frühen Todes nicht mehr erleben. «Ein Nierenleiden beeinträchtigte seit dem Frühjahr 1886 seine Sehkraft, er mußte seine letzten Stellungen niederlegen, in Nauheim, Engelberg, endlich für den ganzen Winter in Italien und Sizilien Erholung suchen. Ein Rückschlag auf der Heimreise beschleunigte das unvermeidliche Ende.»

## Kompositionen
- op. 1 Sonate für Pianoforte, Hofmeister, Leipzig 1878 (komp. 1875).
- op. 2 Fünf zweistimmige Lieder für Sopran und Alt mit Pfte., ib.
- op. 3 Walzer für Pfte. 4händig, ib.
- op. 4 Klavierquartett C-moll, ib.
- op. 5 Klaviertrio Bdur, Siegel, Leipzig (Deutsches Tonkünstlerfest Zürich 1882).
- op. 6 Elegien für Pfte., ib. (1882).
- op. 7 Idylle, fünf Stücke f. Pfte., Hug, Zürich (1883).
- op. 8 Sonate für Violine und Pfte., D dur, Hug.

- Ohne Opuszahl
  - Walkyren, Zyklus von Kampf und Freiheitsgesängen für Männerchor, J. R. Weber, Bern 1866.
  - Prinz Karneval, kleine Klavierstücke in Tanzform für die Jugend, Fritzsch, Leipzig (ca. 1872).
  - Märchenlieder für zwei Kinderstimmen (auch einstimmig) mit Pfte., Hug (komp. 1869).

- Postum wurden veröffentlicht:
  - op. 9 Fünf Klavierstücke (1882), Hug.
  - op. 10 Das beste Schicksal («Nicht gezeugt sein wäre das beste Schicksal» aus der Antigone des Sophokles) für Männerchor und Orchester, Hug (op. 9 und 10 wurden geschrieben unter dem Eindruck des frühen Todes seines Knaben Walter).
  - op. 11 Skolion («Tragen will ich» von Kallistratos) für Männerchor und Orchester, ib.
  - op. 12 Kriegsgesang im Walde (aus Ludwig Tiecks Lustspiel Kaiser Octavianus) für Männerchor und Orchester, ib. (Eidgenössisches Sängerfest 1886 in St. Gallen).
  - op. 13 Waldweben (Georg Steiger) für Männerchor, Hug (op. 13a dasselbe in erster Fassung unter dem Pseudonym Peter Gast, erstmals gesungen von der Harmonie Zürich 1886.)

- Chorlieder von Weber sind veröffentlicht in:
  - Heims Männerchöre, 3, 1873
  - Attenhofers Liederbuch für Männerchöre
  - Regensburger Liederkranz und in Webers eigenen Sammlungen,
  - ferner im Schweiz. Sängerblatt, 4, 1864, Nr. 7, 23; 5, 1865, Nr. 8; 10, 1870, Nr. 15, 18; 11, 1871, Nr. 2, 15, 22, 23; 13, 1873, Nr. 5, 21; 15, 1875, Nr. 20, 24.

- Weiterhin werden genannt (Manuskriptwerke):
  - Trauergesang für Gemischten Chor a cappella. (Leipzig 1864).
  - Weihnachtskantate für jugendliche Stimmen (von Joseph Victor Widmann, zur Einweihung des Berner Mädchenschulgebäudes, um 1875).
  - Kantate für Männerchor, Soli und Orchester («Du warfest die Körner» von Conrad Ferdinand Meyer zur Enthüllung des Zwinglidenkmals in Zürich 1884).
  - Lieder für eine Singstimme und Pfte. (Leipzig 1864).
  - Zwei Volkslieder für eine Singstimme und Pfte. (Zürich 1868).
  - Ouvertüre zu König Lear, für Orchester (Leipzig 1864 bei der Hauptprüfung des Konservatoriums, dann Bern 7. Dezember 1864).
  - Liebespoem, sinfonische Dichtung in vier Sätzen (auch «Serenade» und «Im Frühling», Bern 8. Februar 1868 im eigenen Konzert).
  - «Zur Iliade», heroisches Orchesterstück (Weimar 1870, Tonkünstlerversammlung, dann Zürich 1870, Bern 18. März 1871).
  - Violinsonate (komp. 1865 in Mannheim, von Robert Heckmann mehrfach öffentlich gespielt).
  - Fantasie und Fuge für Pianoforte. (Bern, 8. Februar 1868, im eigenen Konzert).
  - Variationen für Pfte. über die Melodie seines Vaters zu «Es lebt in jeder Schweizerbrust» (Text: Leonhard Widmer, komponiert in Berlin 1870).

- Sammlungen von Weber herausgegeben:
  - Gesangbuch für Ergänzungs-, Sing- und Sekundarschulen, Staatsverlag, Zürich 1882 (mit elementarer Musiktheorie, Übungen und über 200 Liedern).
  - Altdeutsche Volkslieder für Männerchor gesetzt, Hug 1880.
  - Sammlung von Volksgesängen für den Männerchor, Bd. II, Liederbuchanstalt, Zürich 1885, Fortsetzung von Heim, darin 12 Lieder von Weber
  - Liederbuch des schweizerischen Wehrmannes, hrsg. 1886 im Auftrage des Bundesrates unter Mitwirkung von Oberst Bollinger.
  - Chorlieder für gemischte Stimmen, 2. Aufl., Hug o. J. (darin auch Lieder von Weber).

- Literarische Arbeiten:
  - Huldreich Zwingli, seine Stellung zur Musik und seine Lieder. Zürich 1884 (mit Zwinglis Melodien in verschiedener Bearbeitung).
  - Aufsätze in der Schweizerischen Musikzeitung: Griechisches Theater und Entwicklung des Chorgesanges, 1880; Wesentliche Grundsätze der elementaren Musiktheorie, 1881; Vom Gesange, Polemisches und Instruktives, 1883 (9 Artikel); Musikinstrumente der Schweiz. Landesausstellung, 1883; Festberichte aus Bayreuth, usw. (F. Schneider, Gustav W.), Hug, Zürich o. J.
  - A. Steiner. Biographie. In: 98. Neujahrsblatt der Allg. Musikgesellschaft in Zürich, 1910.
  - Konzertberichte von Weber in Neuj. 1904.
  - August Glück. In: Schweizerische Musikzeitung, 40, 1900, S. 284, 311.